# Neptunia (Uruguay)
Neptunia es un balneario uruguayo del departamento de Canelones, perteneciente al municipio de Salinas.

## Geografía
El balneario se ubica al sur del departamento de Canelones, sobre las costas del Río de la Plata y al este de la desembocadura del arroyo Pando en el mencionado río. Se encuentra sobre la ruta Interbalnearia en su km 36 aproximadamente y forma parte de la denominada Costa de Oro. El arroyo Pando la separa de la Ciudad de la Costa al oeste, mientras que al este linda con el balneario Pinamar, del cual lo separa la Avenida de los Pinos, que además sirve de acceso al propio balneario.
La zona comprendida entre el arroyo Pando y el arroyo Tropa Vieja es conocido como Remanso.

## Población
Según el censo de 2011 el balneario contaba con una población de 4 774 habitantes.
| 74            | 368 | 743 | 2 050 | 3 554 | 4 774 |
| (Fuente: INE) |     |     |       |       |       |